# Нижнее (Брянска област)
Нижнее (на руски: Нижнее) е село в Стародубски общински окръг на Брянска област в Русия.
Идентификационният код на селото според Общоруския класификатор на обектите на административно-территориално деление (ОКАТО) е: 15250860001.
Населението към 2010 г. са 447 души.

## География
Селото е разположено на 18 km запад-югозападно от град Стародуб, на двата бряга на река Титва, на западния край на Стародубското поле (природно-исторически комплекс).

## История
За първи път селото се споменава през 1620 г. като вече съществуващо село в Полско-литовската държава. През 1649 г. от казаците се отцепват от Полско-литовската държава и основават своя собствена държава – Казашкото хетманство, където попада село Нижнее за напред. От тогава до XVIII век селото е част от полковата Първа сотня (подразделение) на Стародубския полк (административна, военна и съдебна териториална единица) на Казашкото хетманство (а след анектирането му – на Руската империя).
В Казашкото хетманство селото първоначално до 1679 г. се владее като частна собственост от зам.-полковника на Стародубския полк – Михайло Рубец. След това, хетман Иван Самойлович го отнема от Рубец заради някаква негова вина и го предоставя на полковника на Стародубския полк – Григорий Коровка. След това, когато Коровка е прехвърлен на друг пост (полковник на Киевския полк), хетман Самойлович му отнема селото и го дава като владение на сина си Симеон, а после на Яков.
На 21 май 1691 г. с универсал (указ) на новия хетман на Казашкото хетманство Иван Мазепа село Нижнее е дадено като феодално владение на стародубският полковник и дворянин Михаил Андреевич Миклашевски (ок. 1640 – 19.03.1706 г.).
По-късно, феодалният статус на селото спрямо рода Миклашевски е потвърден и от московския цар Петър I, под чийто протекторат стояло Казашкото хетманство от Андрусовския договор от 1667 г. насам, с царска дарствена грамота от 9 април 1696 г.
След оттеглянето на Михаил А. Миклашевски от поста на стародубски полковник през 1704 г., село Нижнее остава негово владение и това е потвърдено с хетмански универсал (указ) от 1704 г.
На 19 март 1706 г., по време на Северната война, Михаил Анреевич Миклашевски е убит в схватка с шведите край Несвиж и е погребан в Стародуб. След смъртта му, село Нижнее се наследява от сина му Андрей. Феодалният статус на селото спрямо него е потвърден на 14 декември 1710 г. с хетмански универсал (указ). След това се наследява от неговия син Семьон Андреевич Миклашевски (ок. 1742 г. – ?). От 1807 до 1828 г. помешчик на селото е Михаил Семьонович Миклашевски. Към първата половина на XVIII в. то е едно от най-големите села на Стародубщината (историко-географската територия около град Стародуб).
От 1782 г. до 1929 г. то е част от Стародубски уезд; в рамките на уезда, от 1861 г. до 1923 г. то е административен център на Нижневска волост, по-късно приведена в Стародубска волост.
Село Нижнее според социалната си структура се явявало село със (крепостни) селяни.
До началото на XX век селото е център на търговията с иконописи; през XIX век тук е действала дестилерия за производство на алкохолн.
В края на XIX век е открито земско (общинско) училище.
В средата на XX век са открити колхозите „Новая жизнь“ („Нов живот“), „Рассвет“ („Зора“), „Красная гора“ („Червена планина“), „Красный боевик“ („Червен боец“) и „Сталин“; от 1960-те години е имало колхоз на името на XXII партиен конгрес на КПСС (банкротирал).

## Администрация
До 2005 г. селото е било административен център на Нижневския селски съвет (община), след което то става част от Каменското селско поселение (вид община, състояща се от множество малки села) с административен център село Камен. На 08.05.2019 г. Каменското селско поселение е разпуснато, а състава му, в това число и село Нижнее, е включен във Воронокското поселение. Със закон на Брянската областна дума от 29.05.2020 г. село Нижнее е включено в състава на ново основания Стародубски общински окръг.

## Население
| Численост на населението | Численост на населението |
| Година                   | Души                     |
| ------------------------ | ------------------------ |
| 2010 г.                  | 447                      |
| 2013 г.                  | 404                      |

Максималният брой на жителите е регистриран през 1917 г. – 3610 души.

## Инфраструктура
В селото работят детска градина, амбулатория, пощенски клон, два магазина, аптека. Има комплекс за едър рогат добитък с капацитет от 800 животни на фирма „Русское молоко“ ООО („Руско мляко“ ООД).

## Исторически обекти
В Нижнее са съществували две енорийски църкви: църквата „Рождество Богородично“ (известна от XVII век; построена през 1817 г. като каменно здание, споменавала се е до 1917 г., не е запазена); през 1763 г. е издигната дървена „Покровска църква“ (закрита през 1939 г., не се е запазила до днес).
В селото и до него има едно селище от Юхновската култура (археологическа култура от Желязната епоха, развивала се между V и II век пр.н.е. на територията на днешната Черниговска област на Украйна, както и Брянска, Курска и Орловска области на Русия), а също така и четири древноруски селища от X–XIII век.